# Cryptoscatomaseter yavapai
Cryptoscatomaseter yavapai är en skalbaggsart som beskrevs av Robinson 1946. Cryptoscatomaseter yavapai ingår i släktet Cryptoscatomaseter och familjen Aphodiidae. Inga underarter finns listade i Catalogue of Life.